# Сумасшедшее сердце (фильм, 2009)
«Сумасшедшее сердце» (англ. Crazy Heart) — драматический фильм, снятый в 2009 году американским режиссёром Скоттом Купером по одноимённому роману Томаса Кобба. Победитель премии «Оскар» 2010 года в номинациях «Лучшая мужская роль» — Джефф Бриджес и «Лучшая песня» — «The Weary Kind». Образ главного персонажа фильма основан на биографиях таких кантри-певцов, как Вэйлон Дженнингс, Крис Кристоферсон и Мерл Хаггард. Купер сначала хотел сделать байопик о Хаггарде, но получить права на историю его жизни оказалось слишком трудно. Автор романа (Томас Кобб) был вдохновлён историей жизни кантри-певца Хэнка Томпсона. Фильм называют чем-то средним между «Городским ковбоем» и «Рестлером».
Фильм был снят за 24 дня. Съёмки проходили в течение 2008 года в Альбукерке, Галистео, Санта-Фе, Нью-Мексико, Хьюстоне и Лос-Анджелесе. Продюсером и автором песен выступил Ти-Боун Бёрнэт. Участие в создании саундтрека также приняли Стивен Брутон, Райан Бингхэм и другие композиторы. Фильм был снят за 7 млн долларов США на киностудии Country Music Television и первоначально был приобретён Paramount Vantage, чтобы сразу выпустить на DVD, но позже был выпущен для проката в кинотеатрах компанией Fox Searchlight Pictures. «Сумасшедшее сердце» вышло ограниченным тиражом в США 16 декабря 2009 года. До проката в российских кинотеатрах фильм так и не добрался.

## Сюжет
Отис «Бэд» Блэйк (Джефф Бриджес) — 57-летний стареющий алкоголик, когда-то известный кантри-певец. Теперь он зарабатывает на жизнь игрой на гитаре в маленьких городских барах, в юго-западных штатах. Имея серию неудавшихся браков, Бэд остался без семьи. У него есть 28-летний сын, которого он не видел 24 года. В основном Блэйк разъезжает с гастролями, останавливаясь в дешёвых мотелях и в одиночку путешествуя в своём старом автомобиле.
Появляется Джин Крэддок (Мэгги Джилленхол), молодая разведённая журналистка, с четырёхлетним сыном Бадди (Джек Нэйшн). Она берёт интервью у Блэйка, с чего и начинаются их отношения. Джин с сыном становятся стимулом для Бэда к возвращению в нормальную жизнь. При этом он возобновляет профессиональные отношения с Томми Свитом (Колин Фаррелл), популярной и успешной звездой кантри-музыки, которого он когда-то обучал. Бэд играет на разогреве на концерте Томми, несмотря на его изначальные пререкания со своим менеджером и уязвлённую гордость. Он просит, чтобы Томми записал с ним альбом, но Томми вместо этого предлагает, чтобы он сконцентрировался на написании песен, которые Томми будет впоследствии исполнять сольно.
Отношения с Джин заставляют Бэда переосмыслить свою жизнь. Он звонит своему сыну, но разговор заканчивается тем, что сын бросает трубку. Алкоголизм выходит из-под контроля, и он попадает в аварию, съезжая с дороги. В больнице доктор сообщает ему, что, хотя он всего лишь сломал лодыжку при аварии, он медленно убивает себя, и ему следовало бы прекратить пить и курить, а также сбросить 25 фунтов. После случая, когда Бэд теряет Бадди в торговом центре, выпив в баре, Джин расстаётся с ним.
Потеряв Джин с сыном, ставшими его единственной семьёй, Бэд ищет помощи в обществе Анонимных Алкоголиков, что помогает ему. Он пишет лучшую песню в своей карьере, «The Weary Kind», и продаёт её Томми. Наладив жизнь, он пробует воссоединиться с Джин, но она говорит ему, что лучшая вещь, которую он может сделать для неё и Бадди, это оставить их в покое.
Шестнадцать месяцев спустя Бэд сталкивается с Джин, когда она подходит к нему на автостоянке за сценой одного из концертов Томми. Показан Бэд, наблюдающий за Томми, исполняющим его песню «The Weary Kind», в то время как менеджер Бэда отдаёт ему чек на крупную сумму за песню. Блэйк видит кольцо на пальце Джин. Отдаёт ей чек, сказав подарить его Бадди на 18-летие. Фильм заканчивается сценой, в которой Джин берёт интервью у Бэда. Вокруг живописный пейзаж, доносятся звуки музыки с концерта Томми.

## В ролях
- Джефф Бриджес — Отис «Бэд» Блэйк
- Мэгги Джилленхол — Джин Крэддок
- Джек Нэйшн — Бадди Крэддок
- Роберт Дюваль — Уэйн Крамер
- Колин Фаррелл — Томми Свит
- Бэт Грант — Джоанн
- Энни Корли — Донна
- Том Бойер — Билл Уилсон

## Отзывы
Фильм «Сумасшедшее сердце» получил рейтинг 91 % от сайта кинокритиков Rotten Tomatoes. Было написано 186 рецензий (170 из которых оказались положительными), которые дали фильму среднюю оценку 7,4/10.
Критики, в основном, высоко оценили работу Джеффа Бриджеса, причём многие заявили, что он поднял фильм выше уровня обычной истории и даже сумел изменить весь ритм фильма, сделав его лучше. Том Лонг из The Detroit News пишет: «Этот фильм слишком простой, слишком знакомый зрителям, и, возможно, даже немного слишком забавный. Но волшебная работа Бриджеса добавляет на экран то, что заставляет нас смотреть это кино». Журналист Toronto Star Линда Барнард заявила, что «хорошее, в общем, отношение к фильму исчезает после небрежной концовки, но после роли Бриджеса вам хочется простить все неровности в этой киноленте».

## Награды и номинации
| Год  | Премия                  | Номинация                             | Персона                                                                | Результат |
| ---- | ----------------------- | ------------------------------------- | ---------------------------------------------------------------------- | --------- |
| 2010 | «Оскар»                 | Лучшая мужская роль                   | Джефф Бриджес                                                          | Победа    |
| 2010 | «Оскар»                 | Лучшая женская роль второго плана     | Мэгги Джилленхол                                                       | Номинация |
| 2010 | «Оскар»                 | Лучшая песня                          | Райан Бингхэм и Ти-Боун Бёрнэт                                         | Победа    |
| 2010 | Британская киноакадемия | Лучшая мужская роль                   | Джефф Бриджес                                                          | Номинация |
| 2010 | Британская киноакадемия | Лучшая музыка к фильму                | Стивен Брутон и Ти-Боун Бёрнэт                                         | Номинация |
| 2010 | «Золотой глобус»        | Лучшая мужская роль — драма           | Джефф Бриджес                                                          | Победа    |
| 2010 | «Золотой глобус»        | Лучшая песня                          | Райан Бингхэм и Ти-Боун Бёрнэт                                         | Победа    |
| 2010 | Гильдия киноактёров США | Лучшая мужская роль                   | Джефф Бриджес                                                          | Победа    |
| 2010 | «Независимый дух»       | Лучшая мужская роль                   | Джефф Бриджес                                                          | Победа    |
| 2010 | «Независимый дух»       | Лучший дебютный сценарий              | Скотт Купер                                                            | Номинация |
| 2010 | «Независимый дух»       | Лучший дебютный фильм                 | Скотт Купер, Ти-Боун Бёрнэт, Роберт Дюваль, Джуди Каиро и Роб Карлинер | Победа    |
| 2011 | «Гремми»                | Лучший саундтрек-компиляция           |                                                                        | Победа    |
| 2011 | «Гремми»                | Лучшая песня для кино или телевидения | Райан Бингхэм и Ти-Боун Бёрнэт                                         | Победа    |

## Саундтрек
| №                   | Название                                  | Автор(ы)                                                | Исполнитель                  | Длительность |
| ------------------- | ----------------------------------------- | ------------------------------------------------------- | ---------------------------- | ------------ |
| 1.                  | «Hold On You»                             | Стивен Брутон, Ти-Боун Бёрнэт, Джон Гудвин, Боб Нойвирт | Джефф Бриджес                | 2:53         |
| 2.                  | «Hello Trouble»                           | Орвилл Кауч, Эдди Макдафф                               | Бак Оуэнс                    | 1:52         |
| 3.                  | «My Baby's Gone»                          | Хэзел Хаузер                                            | The Louvin Brothers          | 2:46         |
| 4.                  | «Somebody Else»                           | Брутон, Бёрнэт                                          | Джефф Бриджес                | 4:38         |
| 5.                  | «I Don't Know»                            | Брутон, Бёрнэт                                          | Райан Бингхэм                | 2:23         |
| 6.                  | «Fallin' & Flyin'»                        | Брутон, Гэри Николсон                                   | Джефф Бриджес                | 3:02         |
| 7.                  | «I Don't Know»                            | Брутон, Бёрнэт                                          | Джефф Бриджес                | 2:15         |
| 8.                  | «Once a Gambler»                          | Сэм Хопкинс                                             | Lightnin' Hopkins            | 4:55         |
| 9.                  | «Are You Sure Hank Done It This Way»      | Вэйлон Дженнингс                                        | Вэйлон Дженнингс             | 2:55         |
| 10.                 | «Fallin' & Flyin'»                        | Брутон, Николсон                                        | Колин Фаррелл, Джефф Бриджес | 2:42         |
| 11.                 | «Gone, Gone, Gone»                        | Бингхэм, Бёрнэт                                         | Колин Фаррелл                | 2:39         |
| 12.                 | «If I Needed You»                         | Таунс Ван Зандт                                         | Таунс Ван Зандт              | 3:26         |
| 13.                 | «Reflecting Light»                        | Сэм Филлипс                                             | Сэм Филлипс                  | 3:21         |
| 14.                 | «Live Forever»                            | Билли Джо Шейвер, Эдди Шейвер                           | Роберт Дюваль                | 0:50         |
| 15.                 | «Brand New Angel»                         | Грег Браун                                              | Джефф Бриджес                | 3:48         |
| 16.                 | «The Weary Kind» (Theme from Crazy Heart) | Бингхэм, Бёрнэт                                         | Райан Бингхэм                | 4:18         |
| Общая длительность: | Общая длительность:                       | Общая длительность:                                     | Общая длительность:          | 48:43        |

## Выпуск на видео
На DVD и Blu-Ray «Сумасшедшее сердце» вышло в США 20 апреля 2010 года. В качестве дополнительных материалов на DVD включены шесть удалённых сцен, в то время как Blu-ray Disc таких сцен представлено восемь (в том числе и та, где Бэд воссоединяется с сыном). На Blu-Ray есть также две дополнительных мелодии, не вошедших в окончательный монтаж фильма, и короткометражный документальный фильм, в котором создатели киноленты рассказывают о том, как на их жизнь повлияло «Сумасшедшее сердце». В России DVD с фильмом выпустили 30 сентября 2010 года.